# オニアジ
オニアジ（鬼鯵、学名 Megalaspis cordyla） は、スズキ目アジ科に分類される海水魚の一種。インド太平洋の熱帯・亜熱帯海域に分布するアジで、食用にもなる。1種のみでオニアジ属 Megalaspis に分類されている。
成魚は全長80cm・体重4kgに達するが、通常は45cm程度である。体は紡錘形で前後に細長い。尾柄が長く、第二背鰭の後ろに8-10個、臀鰭の後ろに6-8個の小離鰭がある。側線の湾曲が小さく、第一背鰭の第5棘条下以降は直走する。直走部は全体に亘って幅広い稜鱗（俗称「ぜんご」「ぜいご」）が発達している。眼には脂瞼があり、鰓蓋の上方に黒色斑がある。胸鰭は頭長の1.2倍と長く、臀鰭にも届く。
マアジ、ムロアジ、メアジ等に似るが、大型になること、尾柄が長く多数の小離鰭が並ぶこと、側線の直走部が長く稜鱗が幅広いことで区別できる。なお英名の"Torpedo scad"は「魚雷のムロアジ」という意味である。
アフリカ東岸・南日本・オーストラリアまでのインド太平洋熱帯海域に分布する。日本近海では、黒潮の影響が強い本州南部まで分布するが、南西諸島以北では稀である。沿岸表層性で、群れを作って遊泳する。食性は肉食で、主に小魚を捕食する。
定置網、巻き網、刺し網等で漁獲され、食用になる。鹿児島県においてはマアジよりも安価で流通する。